# Grand Prix automobile d'Italie 2001
GP précédent GP suivant
Le Grand Prix automobile d'Italie 2001 (Gran Premio Campari d'Italia 2001), disputé sur le circuit de Monza le 16 septembre 2001, est la 678e épreuve de l'histoire du championnat du monde de Formule 1 courue depuis 1950 et la quinzième manche du championnat 2001.

## Classement
| Pos. | No | Pilote                | Écurie           | Tours | Temps/Abandon                      | Grille | Points |
| ---- | -- | --------------------- | ---------------- | ----- | ---------------------------------- | ------ | ------ |
| 1    | 6  | Juan Pablo Montoya    | Williams-BMW     | 53    | 1 h 16 min 58 s 493 (239,321 km/h) | 1      | 10     |
| 2    | 2  | Rubens Barrichello    | Ferrari          | 53    | + 5 s 175                          | 2      | 6      |
| 3    | 5  | Ralf Schumacher       | Williams-BMW     | 53    | + 17 s 335                         | 4      | 4      |
| 4    | 1  | Michael Schumacher    | Ferrari          | 53    | + 24 s 991                         | 3      | 3      |
| 5    | 19 | Pedro de la Rosa      | Jaguar-Ford      | 53    | + 1 min 14 s 984                   | 10     | 2      |
| 6    | 10 | Jacques Villeneuve    | BAR-Honda        | 53    | + 1 min 22 s 469                   | 15     | 1      |
| 7    | 17 | Kimi Räikkönen        | Sauber-Petronas  | 53    | + 1 min 23 s 107                   | 9      |        |
| 8    | 12 | Jean Alesi            | Jordan-Honda     | 52    | + 1 tour                           | 16     |        |
| 9    | 9  | Olivier Panis         | BAR-Honda        | 52    | + 1 tour                           | 17     |        |
| 10   | 7  | Giancarlo Fisichella  | Benetton-Renault | 52    | + 1 tour                           | 14     |        |
| 11   | 16 | Nick Heidfeld         | Sauber-Petronas  | 52    | + 1 tour                           | 8      |        |
| 12   | 23 | Tomáš Enge            | Prost-Acer       | 52    | + 1 tour                           | 20     |        |
| 13   | 21 | Fernando Alonso       | Minardi-European | 51    | + 2 tours                          | 21     |        |
| Abd. | 15 | Enrique Bernoldi      | Arrows-Asiatech  | 46    | Panne électrique                   | 18     |        |
| Abd. | 20 | Alex Yoong            | Minardi-European | 44    | Sortie de piste                    | 22     |        |
| Abd. | 22 | Heinz-Harald Frentzen | Prost-Acer       | 28    | Transmission                       | 12     |        |
| Abd. | 14 | Jos Verstappen        | Arrows-Asiatech  | 25    | Pression d'essence                 | 19     |        |
| Abd. | 3  | Mika Häkkinen         | McLaren-Mercedes | 19    | Transmission                       | 7      |        |
| Abd. | 18 | Eddie Irvine          | Jaguar-Ford      | 14    | Moteur                             | 13     |        |
| Abd. | 4  | David Coulthard       | McLaren-Mercedes | 6     | Moteur                             | 6      |        |
| Abd. | 8  | Jenson Button         | Benetton-Renault | 4     | Moteur                             | 11     |        |
| Abd. | 11 | Jarno Trulli          | Jordan-Honda     | 0     | Collision                          | 5      |        |

## Pole position et record du tour
- Pole position : Juan Pablo Montoya en 1 min 22 s 216 (vitesse moyenne : 253,659 km/h).
- Meilleur tour en course : Ralf Schumacher en 1 min 25 s 073 au 39e tour (vitesse moyenne : 245,140 km/h).

## Tours en tête
- Juan Pablo Montoya : 29 (1-8 / 20-28 / 42-53)
- Rubens Barrichello : 17 (9-19 / 36-41)
- Ralf Schumacher : 7 (29-35)

## Statistiques
- 1re victoire pour Juan Pablo Montoya.
- 107e victoire pour Williams en tant que constructeur.
- 13e victoire pour BMW en tant que motoriste.
- 1re victoire d'un pilote colombien en championnat du monde de Formule 1.
- 1er Grand Prix de Tomáš Enge et Alex Yoong, respectivement premiers pilotes tchèques et malais à prendre le départ d'un Grand Prix de Formule 1.